# Društveni peer-to-peer procesi
Peer-to-peer (P2P) nije ograničen na tehnologiju, nego pokriva društvene procese sa P2P dinamikom, gdje su ti peer-ovi (ekvipotentni, jednakovrijedni) ljudi ili računala. Peer-to-peer je pojam nastao iz popularnog koncepta P2P arhitekture distribuiranih aplikacija koje dijele zadatke i poslove između jednakovrijednih sudionika. Ova aplikacijska struktura je popularizirana file sharing sistemima poput Napstera, prvog te vrste u kasnim 1990ima.
Koncept je inspiriran novim strukturama i filozofijama u mnogim područjima ljudske interakcije. Ljudska dinamika tipa P2P dozvoljava kritički pogled na današnje društvene strukture koje su najčešće autoritarne i centralizirane. Koncept P2P može također biti i politički i društveni program.

## Definicija
P2P je specifičan oblik odnosne dinamike, baziran na ekvipotentnosti (equipotency) sudionika, organiziran kroz slobodnu suradnju jednakih u pogledu provođenja zajedničkih poslova, kreiranja zajedničkih dobara, s oblicima donošenja odluka i autonomije koji su široko rasprostranjeni kroz cijelu mrežu.
Postoje 3 bazna aspekta društvenih P2P procesa:
1. peer proizvodnja - suradnička proizvodnja upotrebnih vrijednosti je otvorena suradnji i korištenju najširem mogućem broju sudionika (kako je definirao Yochai Benkler, u svom eseju Coase's Penguin);[1]
2. peer upravljanje - proizvodnja ili projekt je upravljan od strane zajednice proizvođača osobno, ne položajem na tržištu ili korporativnom hijerarhijom;
3. peer vlasništvo - upotrebna vrijednost je slobodno dostupna na univerzalnoj bazi; peer usluge i proizvodi su distribuirani kroz nove načine vlasništva, koja nisu ekskluzivna, premda se prepoznaje individualno autorstvo (npr. GNU General Public License ili Creative Commons licenses).

Peer proizvodnja ne stvara cijene (vrijednosti razmjene) i ne koristi mehanizme cijena ili korporacijske hijerarhije za određivanje (alokacije) resursa. Zato mora biti razlikovana od kapitalističkog tržišta (iako može biti povezana ili unutar šireg tržišta) i od proizvodnje kroz državno i korporativno planiranje. Kao način upravljanja se razlikuje od tradicionalnih linearnih hijerarhija; a kao način vlasništva se razlikuje i od tradicionalnog privatnog vlasništva i od državno baziranog zajedničkog vlasništva. Prije je to zajedničko vlasništvo svojih proizvođača i korisnika i cijelog čovječanstva. Za razliku od privatnog vlasništva, peer vlasništvo je inkluzivno prije nego ekskluzivno - priroda mu je dijeljenje, što je šire moguće.

## Svojstva
P2P procesi nisu bez strukture, nego su karakterizirani dinamičkim i promjenjivim strukturama koje se prilagođuju promjenama faza rada. Njihova pravila nisu izvedena iz vanjskih autoriteta, kao u hijerarhijskim sustavima, nego su generirana iznutra. Time se ne negira ‘autoritet’, nego samo fiksna hijerarhijska struktura. Prihvaća se autoritet baziran na stručnosti, pokretačima projekta, i dr. P2P je možda prva stvarna meritokracija. Uvjeti članstva se drže što lakšim mogućim. Ekvipotentnost znači da nema prethodnog formalnog filtriranja za sudjelovanje, nego je samo sudjelovanje to koje pokazuje stručnost i određuje nivo sudjelovanja. Komunikacija nije od gora dolje i bazirana na striktno definiranim pravilima izvještavanja, nego je feedback sistemski, integriran u protokol samog sustava suradnje. Tehnika automatskog prihvaćanja doprinosa ('participation capture') i društvenih izvještavanja (social accounting) čine automatsku suradnju pretpostavljenom schemom projekta. Osobni identitet se stvara doprinosom zajedničkom projektu. To je proučavao Howard Rheingold et al.'s Cooperation Project.
P2P je mreža bez linearne ili piramidalne hijerarhije (iako može imati njihove elemente). Distribuirana je, iako može imati elemente centralizacije i decentralizacije. Inteligencija nije smještena u nekom centru, nego je distribuirana svuda unutar sistema. Pretpostavljena ekvipotentnost znači da P2P sustavi počinju od pretpostavke da se ne može znati gdje će potreban resurs biti lociran. Pretpostavlja se da svatko može surađivati i ne koriste se formalna pravila da bi odredili sudjelujući  članovi. Od suradnika se očekuje da sami odrede module koji najbolje odgovaraju njihovoj stručnosti. Ekvipotentnost, tj. kapacitet suradnje, se verificira u procesu same suradnje. Potvrda znanja, prihvaćanje procesa, su određeni od strane kolektiva kroz korištenje digitalnih pravila koja su ugrađena u osnovni protokol projekta. Suradnja mora biti slobodna, bez prise, i ne smije biti bazirana na neutralnosti (tj. na kupnji suradnje kao u monetarnom sustavu). P2P postoje da proizvode nešto. Omogućavaju najširu moguću suradnju.
Sve su to brojna svojstva koja možemo koristiti da opišemo P2P sustave općenito, kao i u pojedinim slučajevima koji prodiru u ljudski svijet. Dok je u hijerarhijskim sustavima nekolicina suradnika koji kontroliraju ogromnu većinu subjekt panoptizma, u P2P sustavima, suradnici imaju pristup holoptizmu, sposobnosti da svaki suradnik vidi cjelinu.